# 잉에르 야콥센
잉에르 야콥센(Inger Jacobsen, 1923년 10월 23일 ~ 1996년 6월 21일)는 노르웨이 가수이다. 유로비전 송 콘테스트 1962에서 노르웨이 대표로 참가했다. 